# Miss Spanyolország
A Miss Spanyolország (spanyolul Miss España) egy évenkénti megrendezésű szépségverseny Spanyolországban. Először 1929-ben rendezték meg. 1936 után, Franco hatalomra kerülése és a háború miatt nem tartották meg egészen 1960-ig. Azóta újra minden évben megrendezik.
Napjainkban a Telecinco tévécsatorna közvetíti a versenyt a Castellón tartományban lévő Marina d'Or üdülőhelyről. A versenyzők saját tartományuk versenyét megnyerve juthatnak be az országos döntőbe, ahol egy hónapos felkészülés és jótékonysági-kulturális rendezvények sora után választják ki a győztest.
A verseny győztese hagyományosan a Miss Universe versenyen vesz részt, de abban az esetben, ha életkora nem felel meg a nemzetközi verseny követelményeinek, akkor valamelyik helyezett utazik. Szintén vagy a győztes, vagy valamelyik helyezett utazik a Miss World, Miss Earth, Miss International és Miss Európa versenyekre, ahol igen jelentős eredményeket értek el a spanyol versenyzők. A legjobb eredmények:
- Miss Universe: győztes (1974)
- Miss World: 3. helyezés (1961)
- Miss International: győztes (1977, 1990, 2008)
- Miss Earth: 4. helyezés (2007, 2009)
- Miss Európa: győztes (1935, 1936, 1962, 1967, 1970, 1974, 1985)

## Győztesek

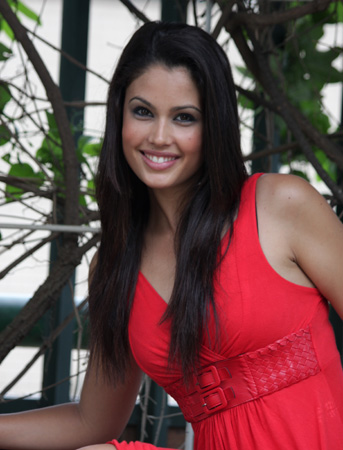
Patricia Rodríguez, Miss Spanyolország 2008

A Miss Spanyolország verseny győztesei.
| Év      | Győztes                         | Tartomány         | Eredmény                         |
| ------- | ------------------------------- | ----------------- | -------------------------------- |
| 1929    | Pepita Samper                   | Valencia          |                                  |
| 1930    | Elena Pla                       | Valencia          |                                  |
| 1931    | Ermelina Carreño                | Castilla la Nueva |                                  |
| 1932    | Teresita Daniel                 | Katalónia         |                                  |
| 1933    | Emilia Docet                    | Madrid            |                                  |
| 1934    | María Eugenia Henríquez Girón   | Madrid            |                                  |
| 1935    | Alicia Navarro                  | Kanári-szigetek   | Győztes Miss Európa              |
| 1960    | Elena Herrera                   |                   |                                  |
| 1961    | María del Carmen Cervera        | Katalónia         |                                  |
| 1962    | Maruja García Nicolau           | Mallorca          | Győztes Miss Európa              |
| 1963    | María Rosa Pérez Gómez          | Tenerife          |                                  |
| 1964    | Lucía Herrara                   | Tenerife          |                                  |
| 1965    | Alicia Borrás                   | Barcelona         |                                  |
| 1966    | Paquita Torres Pérez            | Andalúzia         | Győztes Miss Európa              |
| 1967    | Paquita Delgado Sánchez         | Andalúzia         |                                  |
| 1968    | Amparo Rodrigo                  | Valencia          |                                  |
| 1969    | Noelia Afonso                   | Tenerife          | Győztes Miss Európa              |
| 1970    | Josefina Román                  | Cádiz             | Top 12 középdöntős Miss Universe |
| 1971    | Maria del Carmen Muñoz          |                   |                                  |
| 1972    | Rocío Martín Madrigal           | Sevilla           |                                  |
| 1973    | Amparo Muñoz                    | Costa del Sol     | Győztes Miss Universe            |
| 1974    | Consuelo Martín López           | Atlántico         |                                  |
| 1975    | Volha Fernández Pérez           | Galicia           |                                  |
| 1976    | Luz María Polegre Hernández     | Tenerife          | Top 12 középdöntős Miss Universe |
| 1977    | Guillermina Ruiz Doménech       | Baleár-szigetek   | 3. helyezett Miss Universe       |
| 1978    | Gloria María Valenciano         | Lanzarote         |                                  |
| 1979    | María Dolores Forner Toro       | Alicante          | Top 15 középdöntős Miss World    |
| 1980    | Francisca Ondiviela             | Las Palmas        |                                  |
| 1981    | Cristina Pérez Cottrell         | Costa del Sol     |                                  |
| 1982    | Ana Isabel Herrero García       | Aragónia          | Top 12 középdöntős Miss Universe |
| 1983    | Garbiñe Abasolo García          | Baszkföld         |                                  |
| 1984    | Juncal Rivero Fadrique Castilla | Valladolid        | Győztes Miss Európa              |
| 1985    | Amparo Martínez Cerdán          | Valencia          |                                  |
| 1986    | Remedios Cervantes Montoya      | Málaga            |                                  |
| 1987    | Sonsoles Artigas Mederos        | Las Palmas        |                                  |
| 1988    | Eva María Pedraza López         | Córdoba           |                                  |
| 1989    | Raquel Revuelta Armengou        | Sevilla           |                                  |
| 1990    | Esther Arroyo Bermúdez          | Cádiz             |                                  |
| 1991    | Sofía Mazagatos Gómez           | Madrid            |                                  |
| 1992    | Eugenia Santana Alba            | Las Palmas        | Top 10 középdöntős Miss Universe |
| 1993-94 | Raquel Rodríguez Hidalgo        | Córdoba           |                                  |
| 1995    | María Reyes Vázquez             | Soria             |                                  |
| 1996    | María José Suárez Benítez       | Sevilla           |                                  |
| 1997    | Inés Sáinz Esteban              | Vizcaya           |                                  |
| 1998    | María José Besora Villanueva    | Murcia            |                                  |
| 1999    | Lorena Bernal Pascual           | Guipúzcoa         | Top 10 középdöntős Miss World    |
| 2000    | Helen Lindes Griffiths          | Las Palmas        | 3. helyezett Miss Universe       |
| 2001    | Lorena Van Heerde Ayala         | Alicante          |                                  |
| 2002    | Vania Millán Miras              | Almería           |                                  |
| 2003    | Eva María González Fernández    | Sevilla           |                                  |
| 2004    | María Jesús Ruiz Garzón         | Jaén              |                                  |
| 2005    | Verónica Hidalgo                | Girona            |                                  |
| 2006    | Elisabeth Reyes Villegas        | Málaga            |                                  |
| 2007    | Natalia Zabala Arroyo           | Guipúzcoa         |                                  |
| 2008    | Patricia Yurena Rodríguez       | Tenerife          | Top 15 középdöntős Miss World    |
| 2009    | Estíbaliz Pereira Rabade        | A Coruña          |                                  |
| 2010    | Paula Guilló Sempere            | Teruel            |                                  |

## Nemzetközi eredmények
A legjobb nemzetközi eredményeket elért versenyzők.

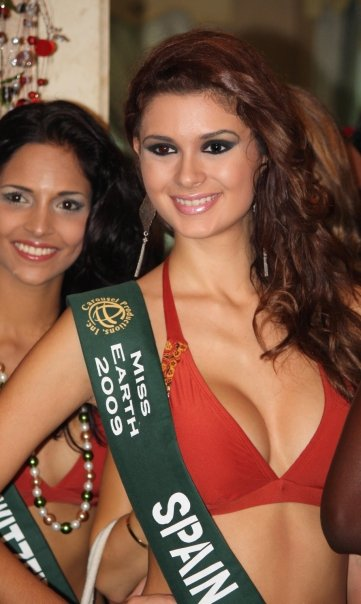
Miss Earth 2009 - 4. helyezett, Alejandra Echevarría

| Versenyző                       | Verseny                 | Helyezés     |
| ------------------------------- | ----------------------- | ------------ |
| Alejandra Andreu Santamarta     | Miss International 2008 | Győztes      |
| Silvia de Estaban Niubó         | Miss International 1990 | Győztes      |
| Pilar Medina Canadell           | Miss International 1977 | Győztes      |
| Amparo Muñoz Quesada            | Miss Universe 1974      | Győztes      |
| Ángela Gómez Durán              | Miss Earth 2007         | 4. helyezett |
| Alejandra Echevarria            | Miss Earth 2009         | 4. helyezett |
| Maria Cervera Fernández         | Miss World 1961         | 3. helyezett |
| Alicia Navarro                  | Miss Európa 1935        | Győztes      |
| Antonia Arques                  | Miss Európa 1935        | Győztes      |
| Maruja García Nicoláu           | Miss Európa 1962        | Győztes      |
| Paquita Torres Pérez            | Miss Európa 1967        | Győztes      |
| Noelia Alfonso Cabrera          | Miss Európa 1970        | Győztes      |
| Maria Isabel Lorenzo            | Miss Európa 1974        | Győztes      |
| Juncal Rivero Fadrique Castilla | Miss Európa 1985        | Győztes      |

## Miss Earth-résztvevők
A Miss Earth versenyen részt vett versenyzők és eredményük.

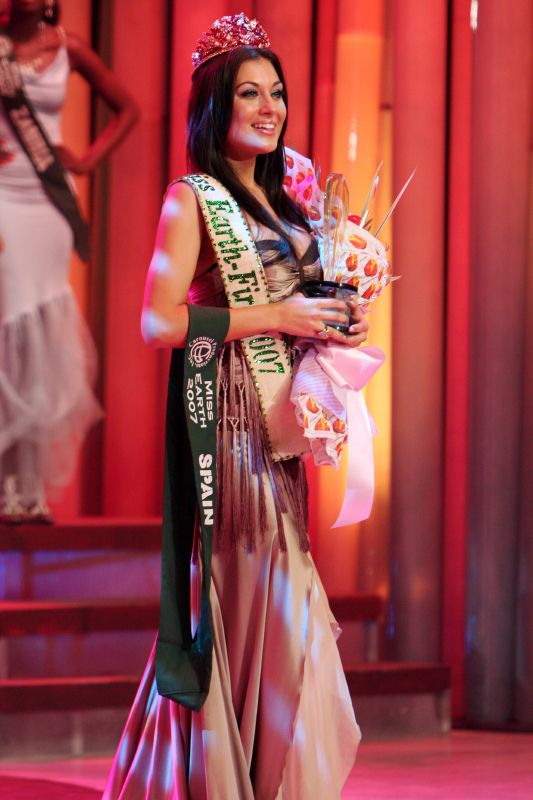
Miss Earth 2007 - 4. helyezett, Ángela Gómez

| Év        | Versenyző                     | Tartomány | Miss Earth helyezés |
| --------- | ----------------------------- | --------- | ------------------- |
| 2001      | Noemi Caldas Ortiz            |           |                     |
| 2002      | Cristina Carpintero           |           | Top 10 középdöntős  |
| 2003-2005 | Nem volt spanyol résztvevő    |           |                     |
| 2006      | Rocío Cazallas Grau           |           | Top 16 középdöntős  |
| 2007      | Ángela Gómez Durán            | Kantábria | 4. helyezett        |
| 2008      | Adriana Reverón Moreno        | Tenerife  | Top 8 középdöntős   |
| 2009      | Alejandra Echevarría Pedrajas | Jaén      | 4. helyezett        |
| 2010      | visszalépett                  |           |                     |

## Fordítás
Ez a szócikk részben vagy egészben  a   Miss Spain című angol Wikipédia-szócikk ezen változatának fordításán alapul.  Az eredeti cikk szerkesztőit annak laptörténete sorolja fel. Ez a jelzés csupán a megfogalmazás eredetét és a szerzői jogokat jelzi, nem szolgál a cikkben szereplő információk forrásmegjelöléseként.